# Jules Sedney
Jules Sedney (28 tháng 9 năm 1922 – 18 tháng 6 năm 2020) là một chính trị gia Surinamese, đã đảm nhiệm chức thủ tướng Suriname từ 20 tháng 11 năm 1969 đến 24 tháng 12 năm 1973. Năm 1980, ông trở thành thống đốc Ngân hàng Trung ương Suriname,  nhưng đã bỏ đất nước này ra đi vào năm 1983 sau một tranh cãi với Desi Bouterse. về một khoản vay đáng ngờ. Sedney trở về Suriname năm 1989.

## Thời trẻ
Sedney sinh ra trong Paramaribo. Năm 1939, Sedney được chứng nhận là trợ lý lớp học, và bắt đầu làm việc. Ông đã vượt qua chứng chỉ của cơ quan hải quan vào năm 1942 và trở thành một nhân viên hải quan ở Paramaribo.  Năm 1948, ông rời Amsterdam để theo học ngành kinh tế tại Đại học Amsterdam. Trong quá trình học, anh ấy đã tham gia tổ chức  Wie Eegie Sanie  (Những thứ của riêng chúng tôi) của Eddy Bruma nhằm mục đích quảng bá Sranan Tongo và văn hóa của người Namibia.  Ông lấy bằng tiến sĩ khoa học kinh tế năm 1955 tại Đại học Amsterdam.